# UNMOP
La Missione degli Osservatori delle Nazioni Unite in Prevlaka (UNMOP) (15 gennaio 1996 - 15 dicembre 2002) è stata una missione di peacekeeping delle Nazioni Unite per monitorare la smilitarizzazione della penisola della Prevlaka  al confine tra la Croazia e la Serbia e contesa dai due Paesi.
Durante la missione non sono state rilevate infrazioni di particolare rilievo né situazioni di tensione tra le due parti.
I Paesi che hanno partecipato a questa missione sono stati: la Finlandia, l'Argentina, l'Indonesia, la Danimarca,il Portogallo, la Svezia,la Norvegia, l'Irlanda e gli Stati Uniti